# Al-Muqtadir
Al-Muqtadir, död 932, var abbasidernas 18:e kalif. Han var regerade kalif i Abbasidkalifatet mellan 908 och 932. 